# Fiestas de Albacete
Las fiestas y tradiciones de Albacete de mayor interés turístico, sociológico y cultural tienen una raíz preferentemente religiosa o taurina. Entre todas ellas, sobresale por encima de las demás la famosa Feria de Albacete, declarada de Interés Turístico Internacional, que tiene lugar cada año del 7 al 17 de septiembre. Es la fiesta grande del calendario albaceteño. Otras celebraciones destacadas de carácter religioso son las Fiestas de San Juan de Albacete, la Semana Santa de Albacete, el Carnaval de Albacete o la Navidad. Entre los festejos taurinos, destaca la Feria Taurina de Albacete, en donde se dan cita durante diez días las principales figuras del toreo mundial.

## Feria de Albacete

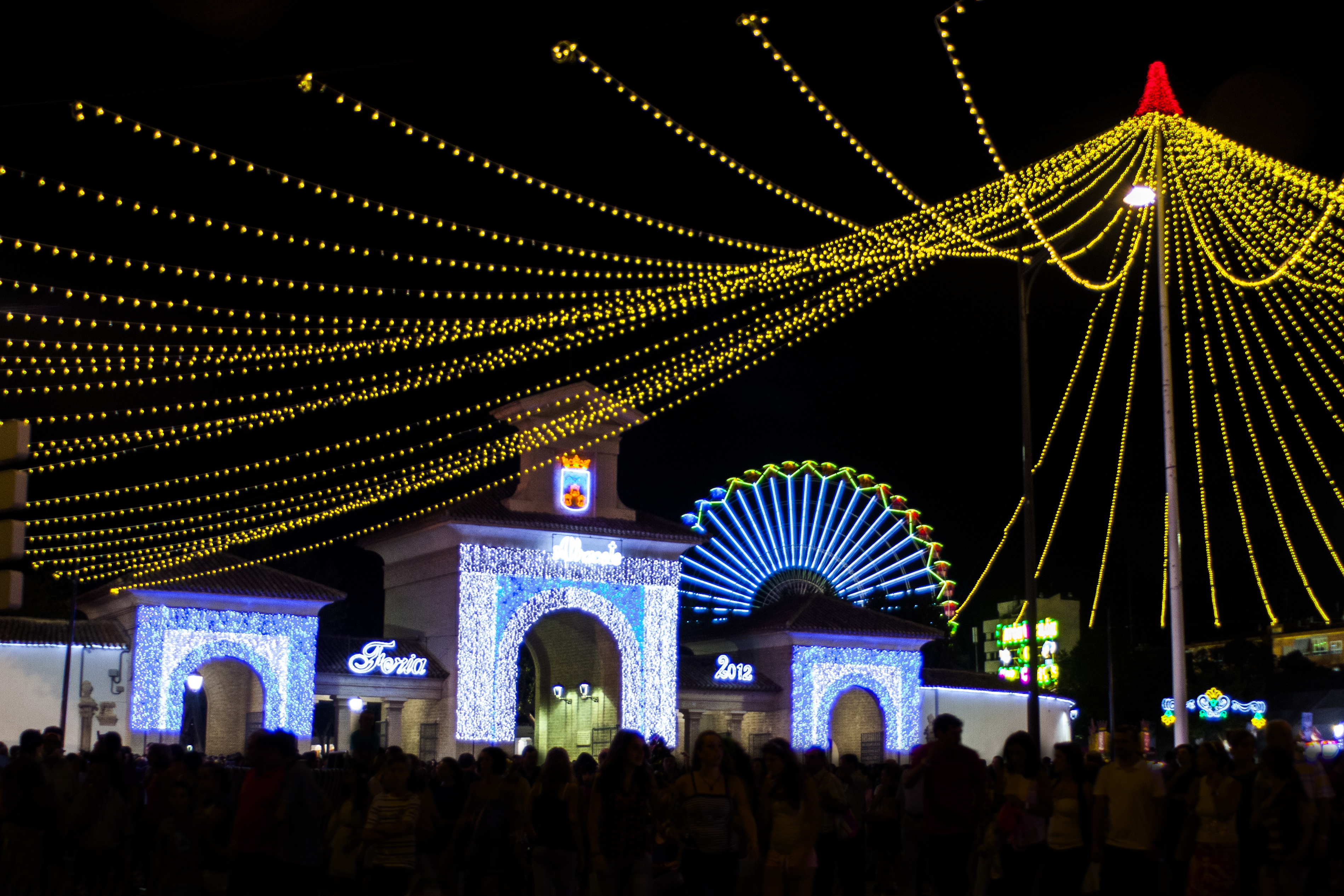
Puerta de Hierros del Recinto Ferial.

Del 7 al 17 de septiembre se celebra la Feria de Albacete, fiesta declarada de Interés Turístico Internacional. Es la "fiesta grande" del calendario albaceteño. En 2010 se celebra el tercer centenario de la declaración de feria franca por Felipe V, si bien ésta ya se celebraba varios siglos atrás. Se celebra en honor a la patrona de la ciudad, la Virgen de Los Llanos, y viene acompañada de una de las ferias taurinas más importantes del calendario nacional.
Comienza el día 7 por la tarde con una cabalgata de carrozas desde la Plaza de Gabriel Lodares hasta la Puerta de Hierros del Recinto Ferial, tras la cual tiene lugar la apertura de la misma. Desde entonces, y durante diez días, tienen lugar numerosas actividades lúdicas, culturales y deportivas por toda la ciudad, pero especialmente concentradas en torno al Paseo de la Feria, al Recinto Ferial y a sus alrededores (la llamada Cuerda), donde se asientan atracciones de todos los tipos y casetas de todas las asociaciones.

## Fiestas de San Juan

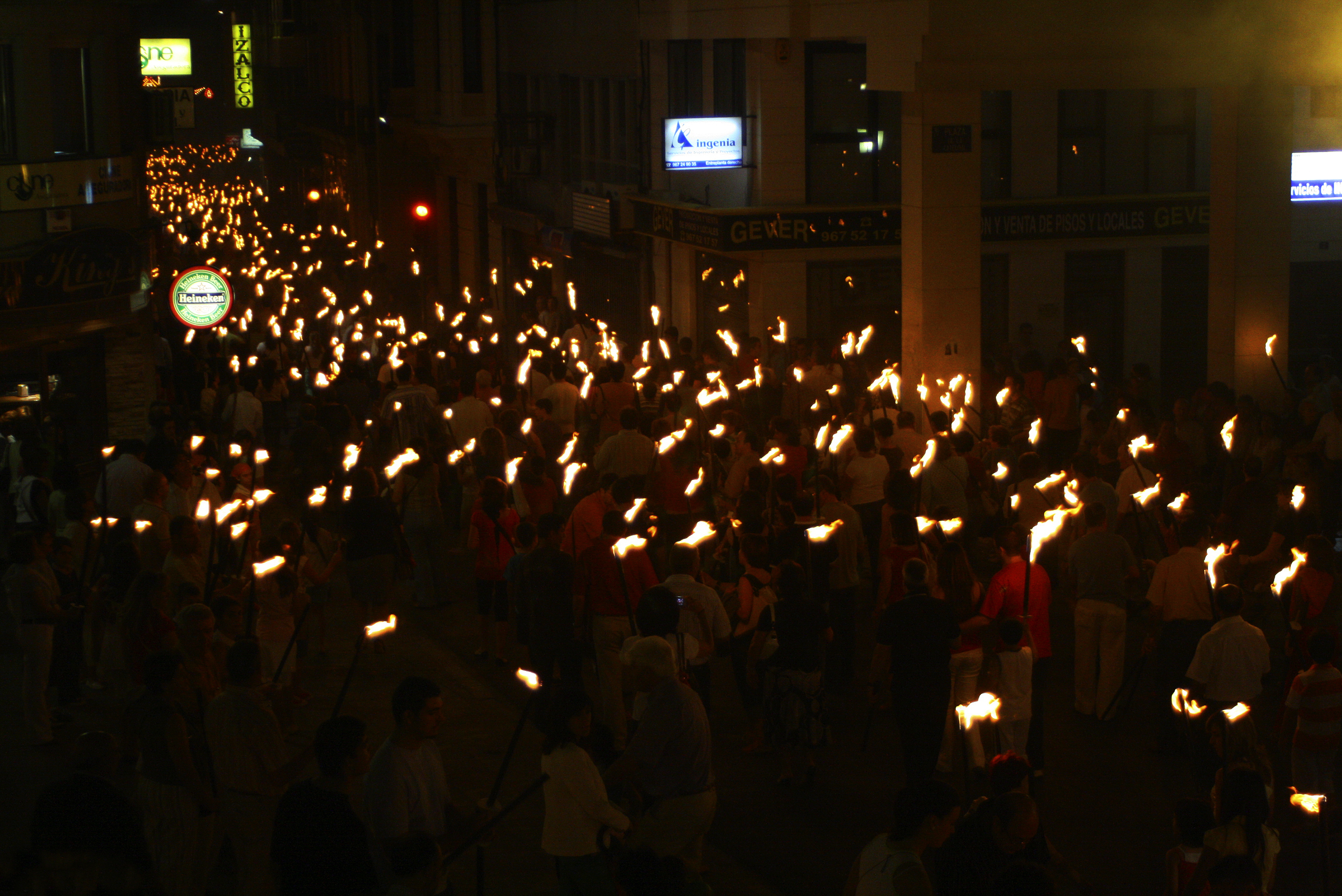
Desfile de Antorchas de las Fiestas de San Juan.

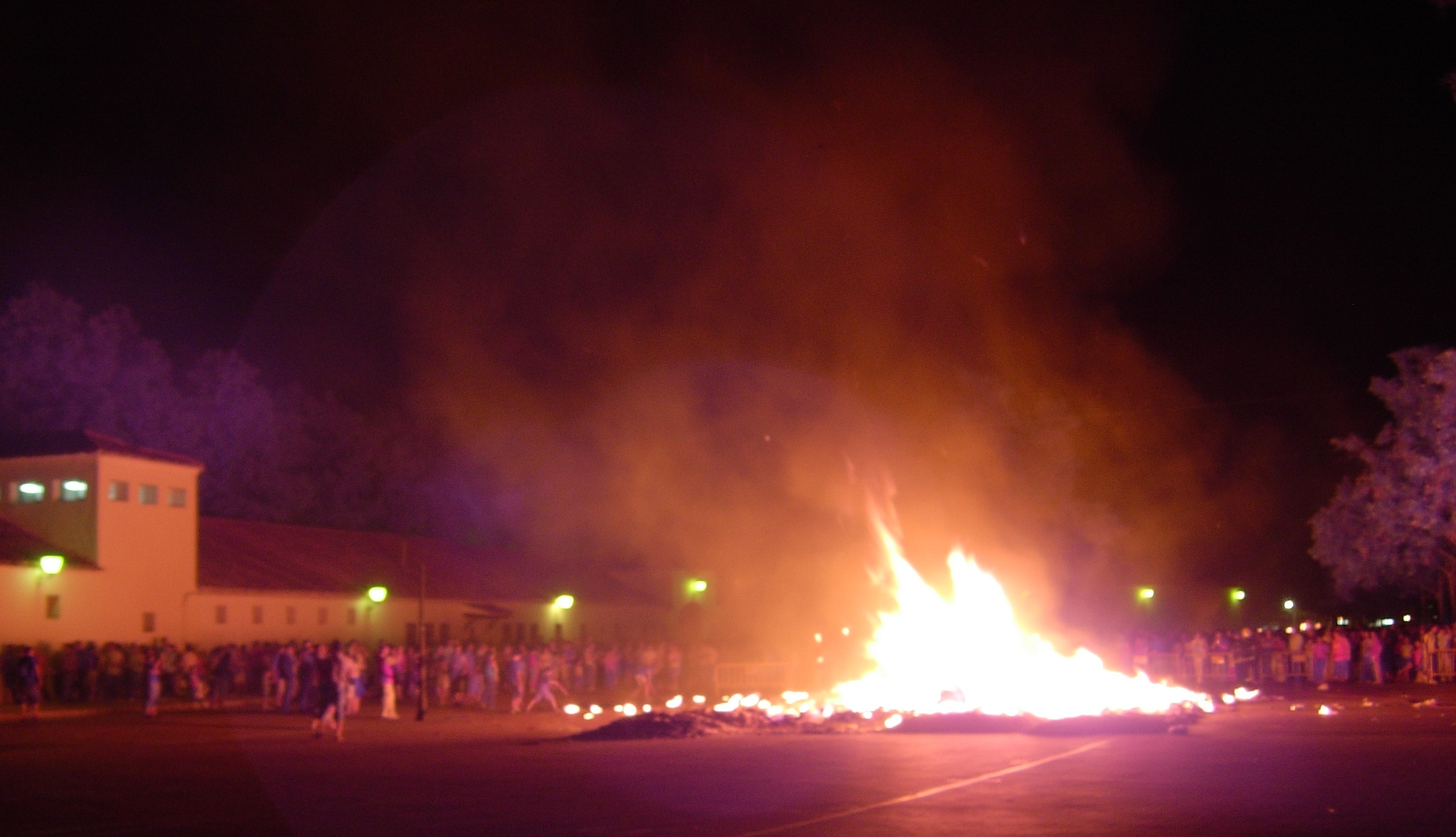
Hoguera de San Juan en los Ejidos de la Feria.

En los días anteriores al 24 de junio, festividad de San Juan Bautista, patrón de Albacete, se celebran las fiestas en su honor. Estas vienen acompañadas de actividades culturales, deportivas y de ocio en diversos puntos de la ciudad.
El punto culminante de las fiestas tiene lugar el 24 de junio y su víspera, la noche de San Juan (del 23 al 24 de junio). Esa noche se lleva a cabo el desfile de antorchas desde el Ayuntamiento hasta los Ejidos de la Feria, donde se prende fuego a la Hoguera de San Juan, donde se queman viejos enseres y trastos. A continuación se realiza un gran castillo de fuegos artificiales y una verbena en el Recinto Ferial.
Finalmente, el día 24 se lleva a cabo una romería en la que se traslada a San Juan desde la Catedral hasta el Parque de la Fiesta del Árbol.

## Semana Santa

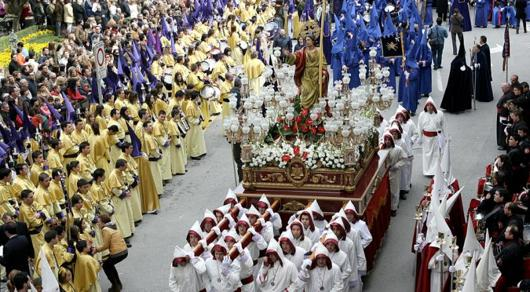
Semana Santa en Albacete.

Entre el Viernes de Dolores y el Domingo de Resurrección se celebra en Albacete la Semana Santa, en la que las distintas cofradías recorren la ciudad en procesiones, acompañadas de los pasos y del toque de las cornetas y tambores.
La Semana Santa de Albacete está declarada de Interés Turístico Nacional. Cuenta con una treintena de procesiones entre las que destacan: el Miércoles Santo (Procesión de la Pasión), el Jueves Santo a las 12 de la noche (Procesión del Silencio) o el Santo Entierro que se celebra el Viernes Santo.

## Carnaval

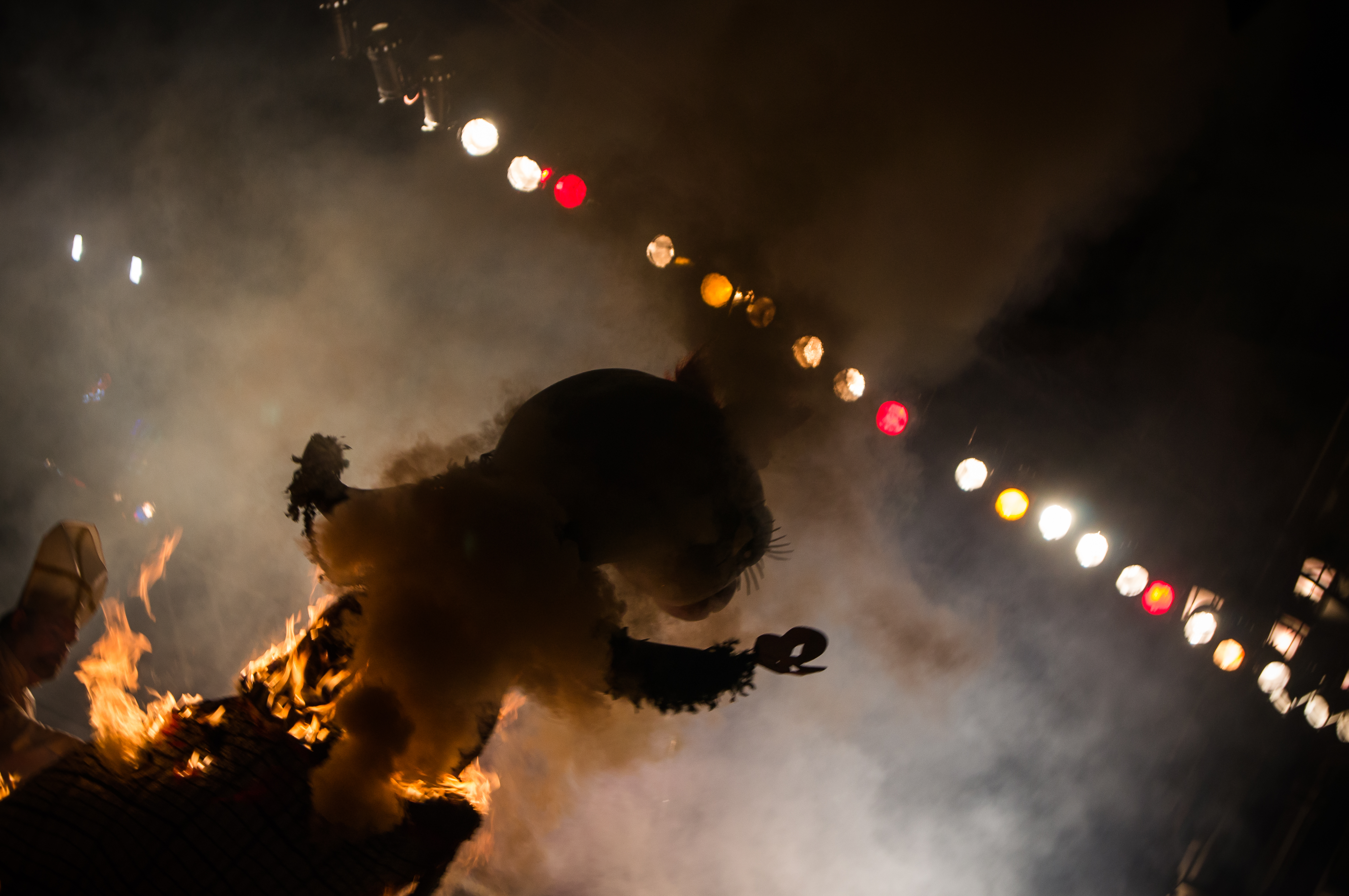
Entierro de la Sardina

El jueves anterior al miércoles de ceniza se celebra el Día de la Mona (Jueves Lardero), en el que tradicionalmente las familias van a comer la mona al Parque de la Fiesta del Árbol o al parque periurbano de La Pulgosa, donde además se celebran actividades infantiles.
El fin de semana anterior al miércoles de ceniza (inicio de la cuaresma) se celebra el Carnaval, con cabalgatas de disfraces y concursos de chirigotas.
Finalmente, el miércoles de ceniza se celebra el Entierro de la Sardina, en el que una falla con forma de sardina (Doña Sardina) es trasladada con cortejo fúnebre desde la Plaza de Gabriel Lodares hasta la Plaza del Altozano, donde es juzgada, condenada y quemada.

## Navidad

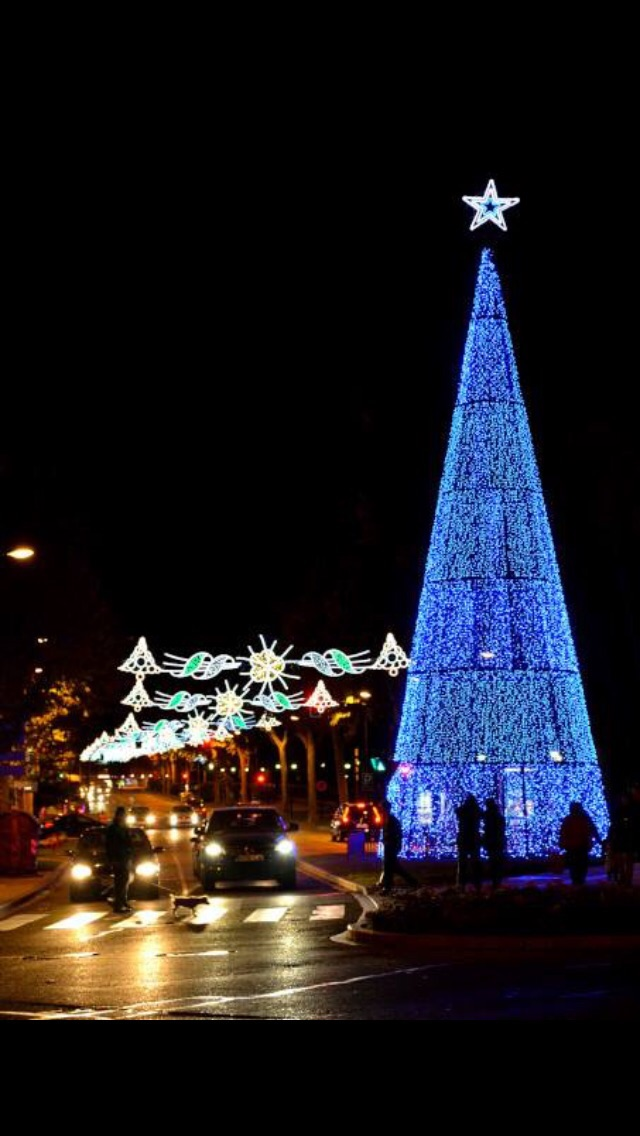
Árbol de Navidad gigante en la capital albaceteña.

En Navidad, las calles de Albacete se engalanan con luces y adornos para celebrar las fiestas. El día 5 de enero tiene lugar la llegada y Cabalgata de los Reyes Magos, que acompaña a los Reyes Magos por las calles de la ciudad, desde el Asilo de San Antón hasta el Ayuntamiento.

## San Antón
El 17 de enero, día de San Antonio Abad, se celebra San Antón, siendo tradicional la bendición de los animales por el obispo en el Asilo de San Antón. Es típico comprar unos dátiles y merendar unos churros.

## Noche de los Mayos
Es costumbre en Albacete cantar los Mayos en la Plaza Virgen de Los Llanos en la medianoche del 30 de abril al 1 de mayo.

## Corpus Christi
El Corpus Christi de Albacete se celebra con la Santa Misa presidida por el obispo en la catedral y una procesión que recorre las calles de la capital.

## Halloween

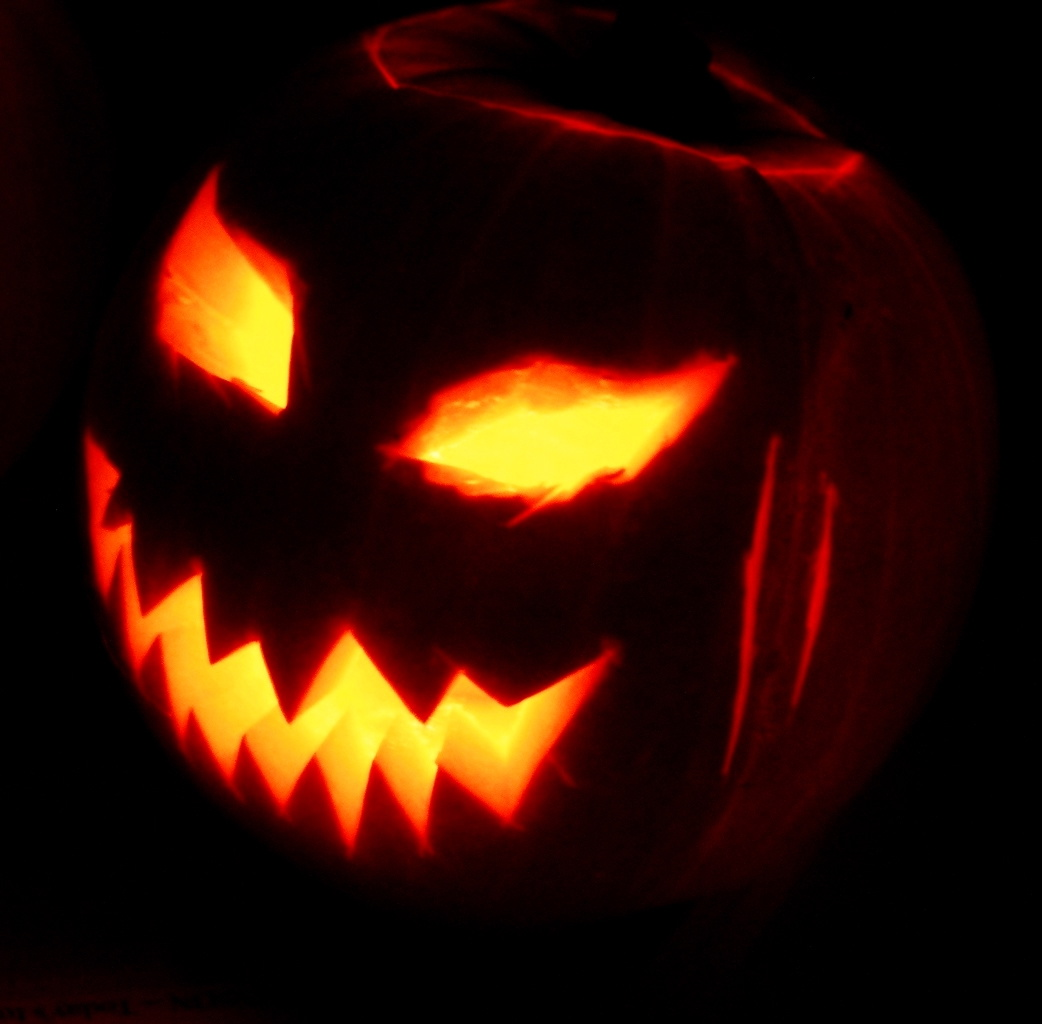
Típica calabaza encendida de Halloween.

La fiesta de Halloween se celebra la noche del 31 de octubre, donde son habituales las fiestas de disfraces o las típicas calabazas encendidas.

## Día de Albacete
El 9 de noviembre se celebra el Día de la Ciudad o Día de Albacete, en el que se conmemora el aniversario de la firma del Privilegio de Villazgo otorgado en la localidad conquense de Castillo de Garcimuñoz por Alfonso de Aragón, primer marqués de Villena, a Albacete en 1375.

## Fiestas de los barrios
En los últimos años se han extendido por toda la ciudad las fiestas de los barrios:
- Del 12 al 18 de mayo: Fátima.
- Del 30 de mayo al 1 de junio: Villacerrada.
- Del 6 al 8 de junio: La Pajarita y La Estrella.
- Del 12 al 15 de junio: Polígono San Antón y Parque Sur.
- Del 13 al 15 de junio: Feria e Industria.
- Del 21 al 24 de junio: Sepulcro-Bolera.
- Del 27 al 29 de junio: Santa Teresa, San Pablo, Pedro Lamata y Hospital.
- Del 4 al 6 de julio: Vereda.
- Del 10 al 13 de julio: Carretas-Huerta de Marzo.
- Del 11 al 13 de julio: La Milagrosa y Hermanos Falcó.
- Del 18 al 20 de julio: Canal de María Cristina.
- Del 31 de julio al 3 de agosto: San Pedro-Mortero.
- Del 29 al 31 de agosto: Cañicas y Casas Viejas.
- Del 3 al 5 de octubre: Franciscanos.
- Del 10 al 12 de octubre: El Pilar.